# Lance Sergeant

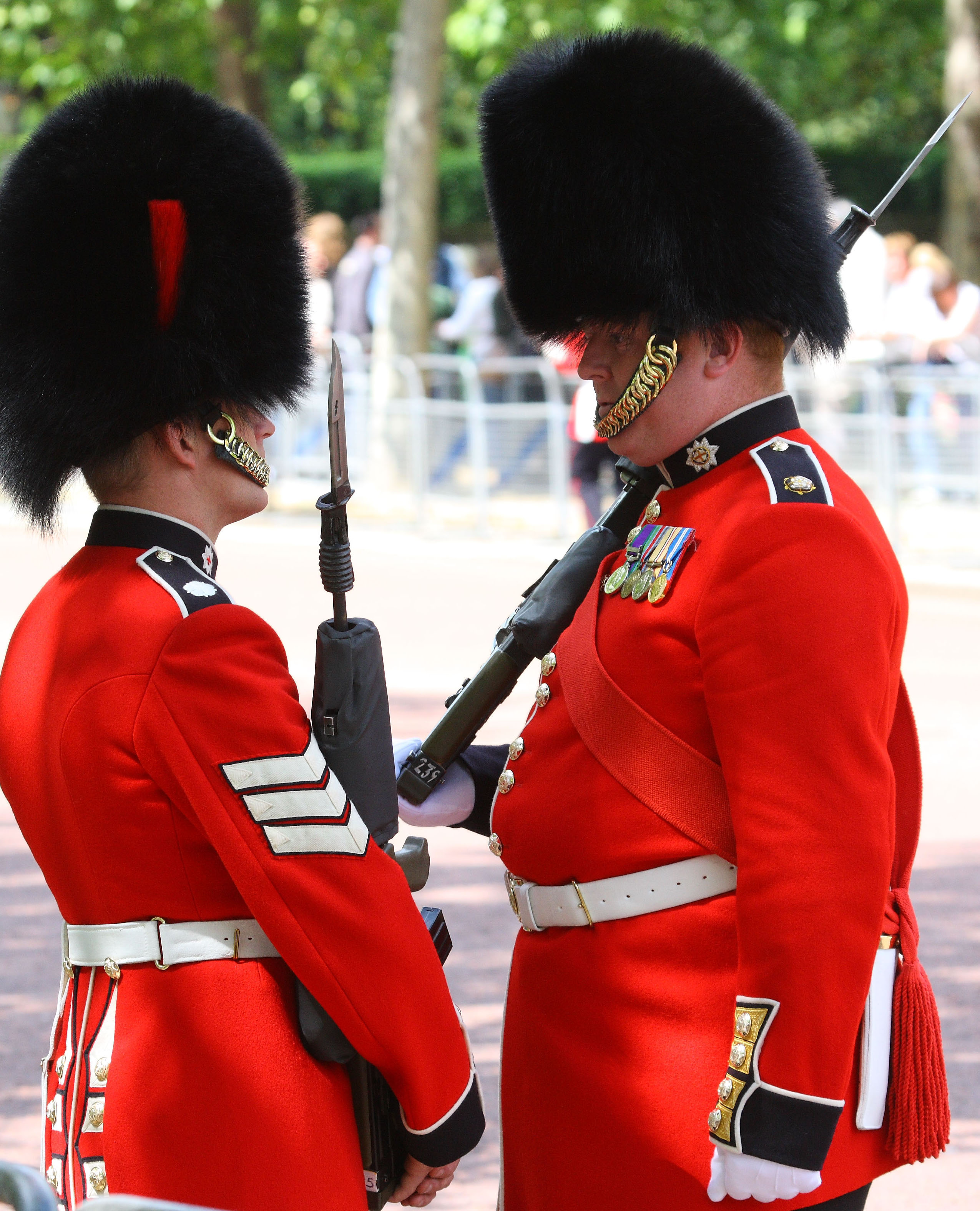
Ein Colour Sergeant der Coldstream Guards (rechts) spricht zu einem Lance Sergeant (links)

Der Dienstgrad Lance Sergeant (kurz: LSgt oder L/Sgt) steht in den Armeen des britischen Commonwealth für einen Corporal, der den Dienstposten eines Sergeanten zeitweilig übernimmt. Als sogenannter Acting Sergeant rangiert er zwischen dem Corporal und dem Sergeanten.  
Eine ähnliche Zwitterstellung hat in der British Army der Lance Corporal inne.

## Geschichte
Lance Sergeant ist quasi ein Kofferwort, das aus der Zusammenziehung der historischen Dienstgradbezeichnungen Lancepessade und Sergeant entstand. In der britischen Armee kam der Lance Sergeant im 19. Jahrhundert auf, bevor der Dienstgrad 1946 weitgehend abgeschafft wurde. Die Honourable Artillery Company verleiht ihn jedoch weiterhin, ebenso die Household Division. In der Household Cavalry wird der Rang als Lance Corporal of Horse bezeichnet. 
In den Regimentern der britischen Household Division werden alle Corporale mit dem Zeitpunkt ihrer Beförderung zu Lance Sergeants ernannt, verrichten aber weiterhin nur die Aufgaben eines Corporals. Trotzdem sind sie Mitglieder der Messe der Warrant Officers and Sergeanten. Gleiches gilt für die Honourable Artillery Company.

## Dienstgradabzeichen
Auf der roten Paradeuniform (Full dress) kennzeichnen den Lance Sergeant drei weiße, mit der Spitze nach unten weisende Uniformwinkel; bei den (Full) Sergeants sind diese Winkel goldfarben. Auch tragen sie nicht die rote Schulterschärpe, die den Full Sergeants und Warrant Officers vorbehalten ist.